# Techqua Ikachi, Land – Mein Leben
Techqua Ikachi, Land – Mein Leben ist ein Dokumentarfilm der Regisseurin Anka Schmid und der Künstlerin Agnes Barmettler aus dem Jahr 1989. Der Film beleuchtet die Geschichte und Lebensumstände der Hopi-Indianer (Arizona), insbesondere deren Probleme mit der amerikanischen Regierung in ihrem Kampf um Souveränität.

## Handlung
Der Film besteht sowohl aus aktuellen als auch historischen Filmaufnahmen und wird zusätzlich durch Skizzen und Zeichnungen der Schweizer Künstlerin Agnes Barmettler ergänzt. Auf erklärende Kommentare wird bewusst verzichte, stattdessen wird das Bildmaterial durch die Erzählungen der Ältesten des Dorfes Hótevilla im US-Bundesstaat Arizona zu einem Ganzen verbunden. Die Dorfältesten überliefern die Geschichte ihres Volkes, sie erzählen vom gewaltfreien Widerstand gegen die Landenteignung zu Beginn des 20. Jahrhunderts und von der Bevormundung durch die amerikanischen Behörden, durch welche die Traditionen und Lebensweisen der Ureinwohner unterdrückt werden. Die aktuellen Aufnahmen schaffen den Bezug zur Gegenwart und stellen das Erzählte nicht nur in den nordamerikanischen, sondern globalen Kontext. Somit wird der Film zu einem zeitlosen Dokument über eine im Verschwinden begriffene Kultur.

## Hintergrund
Etwa 1986/87 lud der damals 70-jährige Hopi James Danaqyumptewa (1916–1996, auch Jimmy Kootshongsie genannt) die junge Filmstudentin Anka Schmid und die Schweizer Malerin Agnes Barmettler in das Hopi-Dorf in den USA ein, damit sie gemeinsam die Lebensweise, Legenden und Traditionen der Hopi dokumentieren können. Schmid und Barmettler verbrachten in der Folge ein ganzes Jahr im abgelegenen Dorf Hótevilla in Arizona.

## Festivals und Auszeichnungen
Techqua Ikachi war 1992 im Wettbewerb des Sundance Filmfestival in Park City (Utah). Er gewann den Kulturpreis des Kantons Solothurn und den Blue Ribbon Award des Filmfestivals Chicago.
Weitere Festivals: DOK-Leipzig, Cinéma du Réel Paris, Dokfest München, Los Angeles Filmfest, Vision du Réel Nyon, San Francisco International Film Festival, Festival dei Popoli Florenz

## Weiteres
2006 kam ‘‘Techqua Ikachi; Land – my Life / Land – mein Leben / Terre – ma vie‘‘ mit zwei Versionen (115 und 102 min) auf DVD heraus.